# Parkapartments am Belvedere

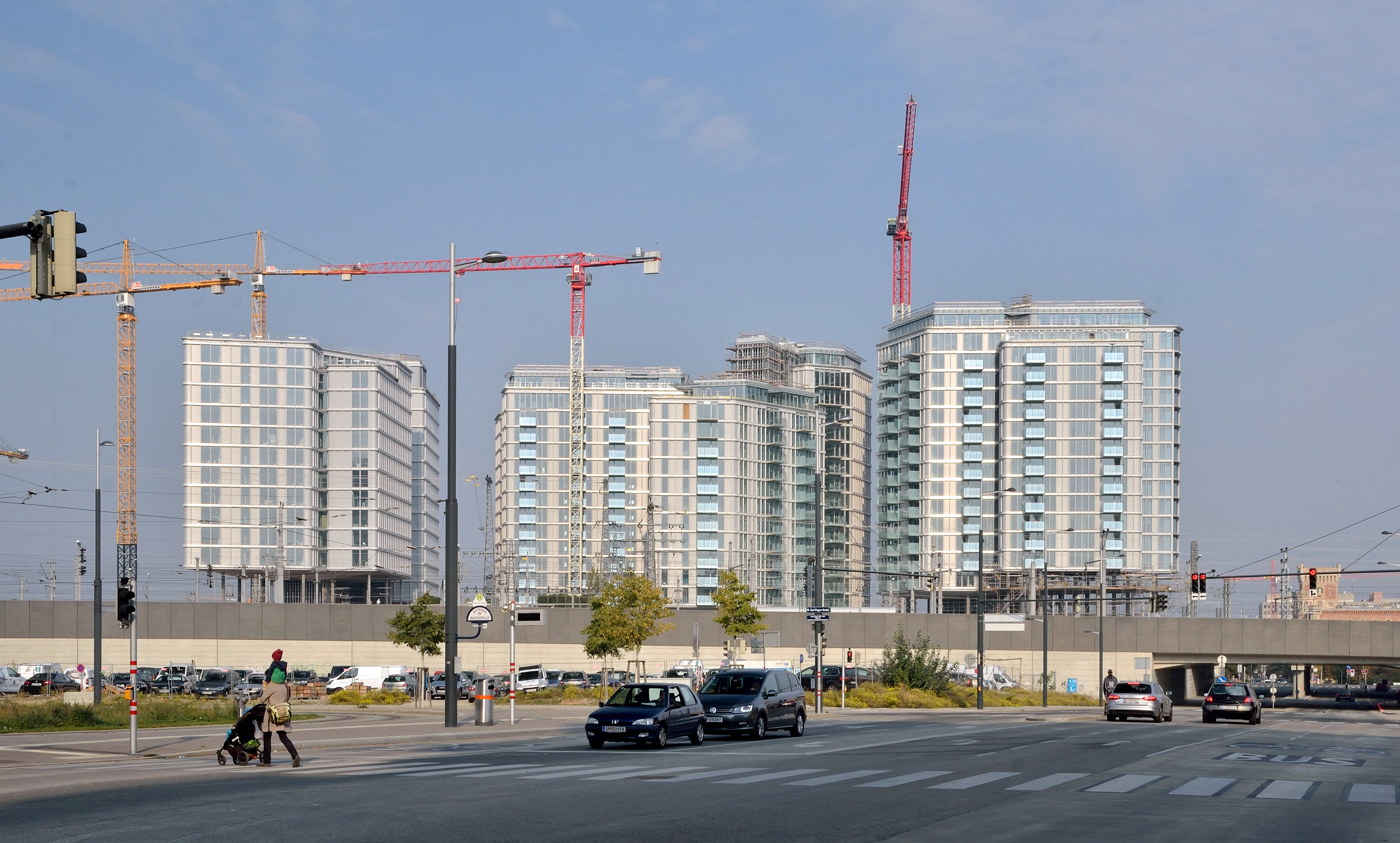
Die Wohntürme während der Bauphase

Als Parkapartments und Parkhotel am Belvedere werden fünf Hochhäuser im Wiener Quartier Belvedere bezeichnet. Drei davon sind Wohntürme mit insgesamt 342 Eigentumswohnungen. Zwei Objekte beherbergen das, im Zuge dieser Entwicklung ebenfalls errichtete, in einem Joint Venture zwischen der Signa Holding und der Hyatt Gruppe geführte, Hotel Andaz Vienna Am Belvedere.

## Geschichte
Das rund 10.500 Quadratmeter große Grundstück im 10. Wiener Gemeindebezirk Favoriten entstand ab 2010 durch den Abriss des Wiener Südbahnhofs. Auf dem Areal des ehemaligen Südbahnhofs wurde zum einen der neue Hauptbahnhof Wien, der die Süd-, Ost- und Laaer Ostbahn verknüpft, errichtet. Zum anderen entstanden zwei neue Stadtteile – das Quartier Belvedere und das Sonnwendviertel. Das Baugrundstück gehörte ursprünglich dem Südtiroler Michael Seeber, Gründer der Seeste Bau GmbH. Mit diesem gemeinsam hatte Architekt Renzo Piano 2008 auch die ersten Entwürfe für dieses Projekt entwickelt. Im Mai 2014 erwarb das Immobilienunternehmen Signa die Liegenschaft von Seeste Bau. Mit dem neuen Eigentümer änderte sich die Konfiguration. Die ursprünglich angedachten Büros wurden nicht realisiert. Dagegen entstanden ab Februar 2016 auf dem Areal 342 Eigentumswohnungen, darunter Penthäuser sowie Zwei- bis Sechs-Zimmer-Apartments und das Hotel Andaz Vienna Am Belvedere mit 303 Zimmern. Die Fertigstellung erfolgte 2019.

## Lage
Das Areal liegt direkt vom Bahnhofsgelände südöstlich stadtauswärtig zurückversetzt, neben dem Grünareal Schweizergarten, Botanischer Garten und Schlossgarten Belvedere. Auf der anderen Seite der Arsenalstraße – direkt gegenüber – befindet sich das Belvedere 21 (ehm. Museum 21er Haus).

## Architektur
Der italienische Architekt Renzo Piano und sein Team entwarfen mit dem Gebäudeensemble der Parkapartments am Belvedere und dem Hotel Andaz Vienna am Belvedere ihr erstes Projekt in Österreich. Piano gestaltete bereits stadtprägende Projekte wie The Shard in London und das Centre Georges-Pompidou in Paris.
Das Konzept mit seiner Säulenkonstruktion spiegelt laut Architekt das Motiv der Baumstämme der umliegenden großen Parkanlagen wider. Die Stützen heben das gesamte Gebäude mehrere Meter über das Straßenniveau. Somit liegen die ersten Fenster der Wohnungen auf einer Höhe von neun Metern und damit über den Baumkronen des Schweizergartens, wodurch sämtliche Einheiten Fernblick haben. Als verbindendes Element der Baukörper wurde ein Freiraum geschaffen, der von Landschaftsgärtner 3:0 gestaltet wurde.
Die Fassade besteht aus den Materialien Aluminium, Glas und Keramik. Das leichte Grau changiert seine Farbigkeit je nach Licht, von grau zu rötlich bis ins Bläuliche.